# Nagykemlék vára
Nagykemlék vára (horvátul: Stari grad Veliki Kalnik), várrom Horvátországban, a Kőrös közelében fekvő Nagykemlék határában.

## Fekvése
A település feletti Vuklanecnek nevezett magaslaton fekszenek Nagykemlék középkori várának romjai.

## Története
Valószínűleg már a római korban állt egy őrtorony vagy kisebb erődítmény azon a sziklán, melyet a nép Vuklanecnek nevezett el és a Kalnik, vagy régi magyar nevén Kemléki-hegység legmagasabb csúcsa, a Vranilovac alatt található és az alatta vezető római utat őrizte. Ivan Kukuljević Sakcinski a neves horvát író és történész megállapításai szerint szinte bizonyos, hogy a későbbi Nagykemlék várának felső részét még a rómaiak építették és a horvát nemzeti királyok uralkodása idején is állt. Az alsóvár pedig sokkal később épült, valamikor abban az időben amikor a várat egy lakhatóbb várkastéllyá építették át.
Nagykemlék várát IV. Béla királynak egy 1243-ban kelt oklevele említi először melyben megemlíti hogy a vár védői a környék lakóinak segítségével "kemléki várunkat" ("castrum nostrum Kemlek") megvédték a tatároktól. Ez alapján megállapítható, hogy Kemlék királyi várispánság volt, melyet a király megbízott ispánja igazgatott és nagy szerepet játszott a tatárjárás során. A várat valószínűleg a király is felkereste a tatárok előli menekülése közben. Az is teljesen biztos, hogy a tatárok ostrom alá is fogták a várat, de elfoglalniuk nem sikerült. A vár mellett ma egy tábla látható, melyen az a felirat áll, hogy e vár előterében a horvátok törték meg a tatárok támadását, ezzel meggátolva további előretörésüket. Ennek bizonyosságát az a történelmi tény is jelzi, hogy érdemeiket a király később azzal ismerte el, hogy az itteni várjobbágyoknak nemesi kiváltságokat adományozott, melyeket ezután több király és bán is megerősített.
A várat a későbbi oklevelek "Kalnik, Kemnuk, Kemnek, Kemluk" alakban is megemlítik. 1264-ben Kemlék urát "comes de Kemnuk" alakban említik. 1270-ben V. István király a várat és birtokát Roland szlavón bánnak ajándékozta, majd a Gardun nemzetség lett a birtokosa. 1291-ben királyi várként említik a szlavón bán igazgatása alatt. A 14. század elején Ágoston zágrábi püspök tulajdona lett, de a 15. század elején már újra a királyé. Érdekesség, hogy 1365 és 1369 között börtönében raboskodott I. Lajos király foglyaként Ivan Alekszander bolgár cár is. 1362-ben a vár nemes jobbágyait "universi nobiles iobbagyones Castri majoris Kemluk" néven említik. Ebben az időben fejlődött ki "Brezovica" néven az a nemesi település, mely a mai Kalnik alapja lett. Ekkor épült fel Szent Bereck (Brcko) tiszteletére szentelt középkori temploma.
1409-ben Luxemburgi Zsigmond feleségének Cillei Borbálának adta, majd 1419-től a Garaiaké, IV. Ziemovit mazoviai hercegé, 1428-tól a zágrábi püspökségé, 1435-től II. Tvrtko bosnyák királyé. 1438-ban Albert király a várat és uradalmát Brankovics Vuk szerb despotának ajándékozta, majd lányának házassága révén a Cilleiek birtoka lett. Cillei Ulrik meggyilkolásával a család kihalt és Nagykemlék ura Vitovec János horvát bán lett. Hunyadi Mátyástól fia Corvin János kapta meg. A 15. század végétől a 17. század elejéig, az Alapi család tulajdonában volt. Ebben az időszakban a török többször is támadta, de elfoglalni nem tudta. Közben tulajdonosai többször átépítették és bővítették, ezért a várnak gótikus, reneszánsz és barokk részei is voltak. A 17. században a vár és uradalma a Draskovich és az Orehóczy családé volt, majd később a Keglevichek, a Patacsichok, végül az Ozsegovichok voltak a tulajdonosai. A török veszély elmúltával a vár jelentősége megszűnt, helyette Orehóczy László már a 17. században felépítette a vár alatt ma romokban látható kastélyt. A várat ezután fokozatosan elhagyták és romlásnak indult, uradalmát máshonnan igazgatták.

## A vár mai állapota
A vár legmagasabban fekvő része egy sokszög alakú építmény volt. Itt lehetett a várkápolna is, melyet mint az a középkori forrásokból ismert Szent Katalin tiszteletére szenteltek. A várnak ez a része mára szinte teljesen elpusztult. Ezt egy szűk folyosó kötötte össze a főépületetekkel, melyből a négyszögletes egykori lakótorony és a hozzá kapcsolódó maradványok ma is jól láthatók. A vár összes többi fennmaradt részét, a 17. században felépített kastély maradványaihoz tartozó romok képezik, de mára ezek is teljesen tönkre mentek.